# Johann Max Böttcher

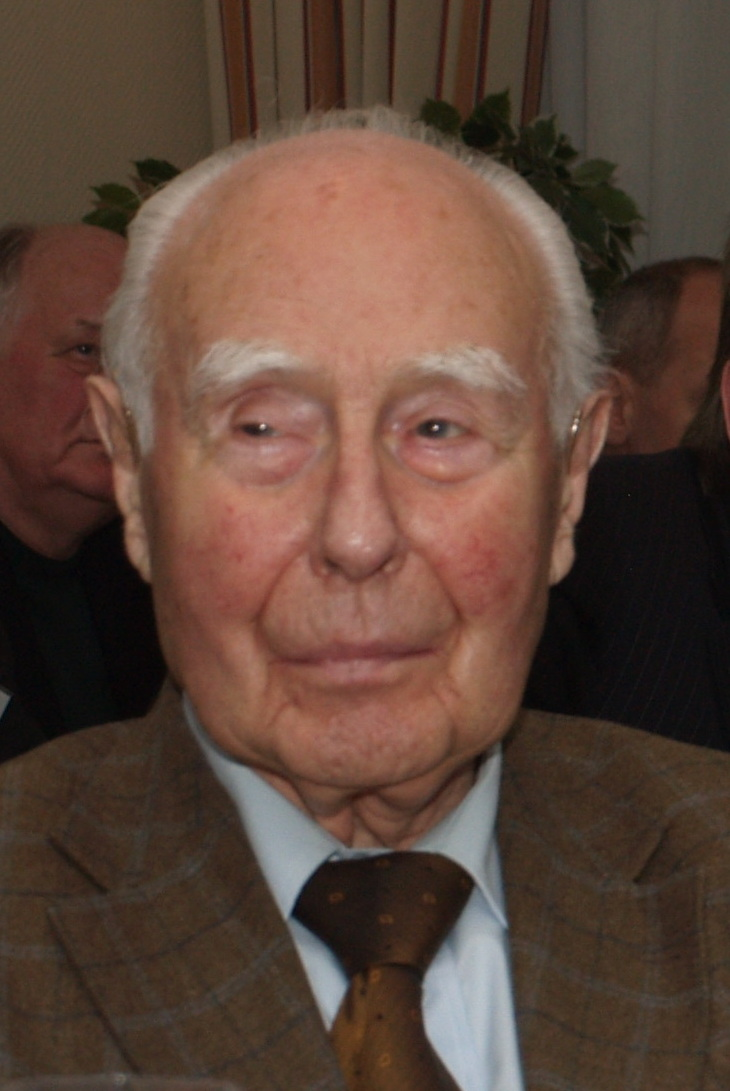
Johann Max Böttcher (2009)

Johann Max Böttcher (* 2. August 1920 in Husum; † 7. August 2014 in Hamburg) war ein deutscher Mäzen, Hotelier, Kaufmann und Oberst der Reserve der Bundeswehr.

## Leben
Böttcher entstammte einer Berliner Beamtenfamilie; sein Vater Max war von 1907 bis 1946 Turn- und Zeichenlehrer an der Hermann-Tast-Schule (bis 1924 „Husumer Gelehrtenschule“) in Husum, die der Sohn selber besuchte, sowie freiberuflicher Grafiker und Maler. Max Böttcher entwarf u. a. das Husumer Notgeld. Während der Novemberpogrome 1938 wurde der Vater aufgrund von jüdischen Vorfahren kurzzeitig durch die Nationalsozialisten verhaftet. In seiner Jugend war Johann Max Böttcher Mitglied in der Jugendorganisation Deutsches Jungvolk. Nach dem Abitur 1939 wurde er zum Reichsarbeitsdienst (RAD) eingezogen und diente dann fünfeinhalb Jahre als Soldat in der Wehrmacht, unterbrochen von einem zweisemestrigen Chemiestudium, für das ihm Sonderurlaub gewährt wurde. Die Beförderung vom Oberfähnrich zum Leutnant blieb ihm allerdings verwehrt.
Nach dem Zweiten Weltkrieg studierte Böttcher an der Bauschule der Hansestadt Hamburg mit dem Abschluss Diplom-Ingenieur. Danach jobbte er zunächst, betrieb eine Auto- und Kranvermietung und eröffnete schließlich einen Stahlhandel. Mit Gründung der Bundeswehr bewarb er sich in den 1950er Jahren für die reguläre truppendienstliche Offizierslaufbahn. Ungeachtet des bestandenen Vorkurses in Sonthofen zog er fortan die Laufbahn des Reserveoffiziers vor, weil er so weiterhin unternehmerisch tätig bleiben konnte. Er bekleidete zuletzt den Dienstgrad eines Obersts der Reserve (d. R.) des Heeres in der Bundeswehr. 1963 erhielt er den Auftrag, die deutsche Reservistenmannschaft für die CIOR-Wettkämpfe jenes Jahres zu trainieren. Nach dem Wettkampf beschloss die Gruppe unter Führung von Böttcher, das Training als Reservistenkameradschaft fortzusetzen.
Er begründete eine Immobilienfirma in Hamburg-Billbrook, die ihn zum Multimillionär machte. Zu seinem Eigentum gehörten, neben diversen Grundstücken vornehmlich im Industriegebiet Billbrook, die Alte Oberpostdirektion am Stephansplatz in der Hamburger Innenstadt und das Schloss Wotersen in Schleswig-Holstein, die er in den 1990er Jahren erwarb.
Eine ursprünglich geplante Umgestaltung des Schlosses in ein Hotel konnte nicht verwirklicht werden. Nach anfänglichen Sanierungsarbeiten wurde es 1999 wieder verkauft. 1994 eröffnete Böttcher das „Hotel Böttcherhof“ in der Wöhlerstraße. Im selben Jahr erwarb er das alte Gebäude der Hermann-Tast-Schule in Husum und baute es in der Folge zu einem Luxushotel (5-Sterne-Hotel) um. 1996 wurde es unter dem Namen „Altes Gymnasium“ wiedereröffnet und avancierte zu einer der besten Adressen in Schleswig-Holstein. 2002 löste sich Böttcher aus den operativen Geschäften seiner Firma und überführte sie in die Pegaso Deutschland GmbH. 2005 verkaufte er seine Gewerbeimmobilien an einen nicht näher genannten ausländischen Investor. Im Oktober 2006 trennte er sich aus Altersgründen auch vom Hotel. Dieses ging an die Gastronomin Lenka Hansen-Mörck, Eigentümerin des Historischen Krugs in Oeversee. 2007 veräußerte er die Alte Oberpostdirektion an die Hamburger DWI de Waal-Gruppe, zuvor kam eine Vereinbarung mit der Benetton Group nicht zustande.
Böttcher war verheiratet (Witwer ab 1998) und hatte aufgrund des Erbverzichts seines nichtehelichen Sohnes keine Erben. Nach seinem Tod 2014 in Hamburg wurde er auf dem Husumer Ostfriedhof beigesetzt.

## Johann-Max-Böttcher-Stiftung
Aus Anlass der Vollendung seines 60. Lebensjahres gründete Böttcher 1980 zusammen mit seiner Frau Lisa die Johann-Max-Böttcher-Stiftung in Hamburg. Ihr Zweck ist die Förderung von Wissenschaft, Volksbildung und Erziehung. Dies wird insbesondere durch die Förderung der Ausbildung junger Menschen an der Hermann-Tast-Schule in Husum und der Helmut-Schmidt-Universität der Bundeswehr verwirklicht. Die Stiftung vergibt seit mehreren Jahren den Böttcher-Preis (an die jahrgangsbesten Absolventen) und das Johann Max Böttcher-Stipendium (an zivile Studenten) der Universität.

## Auszeichnungen
- 1981: Bundesverdienstkreuz am Bande
- 1996: Ehrenkreuz der Bundeswehr in Gold
- 2004: Ehrensenator der Helmut-Schmidt-Universität der Bundeswehr in Hamburg